# كريس هولدر
كريس هولدر (بالإنجليزية: Chris Holder)‏ هو متسابق دراجات نارية أسترالي، ولد في 24 سبتمبر 1987 في سيدني في أستراليا.

## وصلات خارجية
- الموقع الرسمي